# Rocchi
Pour les articles homonymes, voir Rocchi (homonymie).

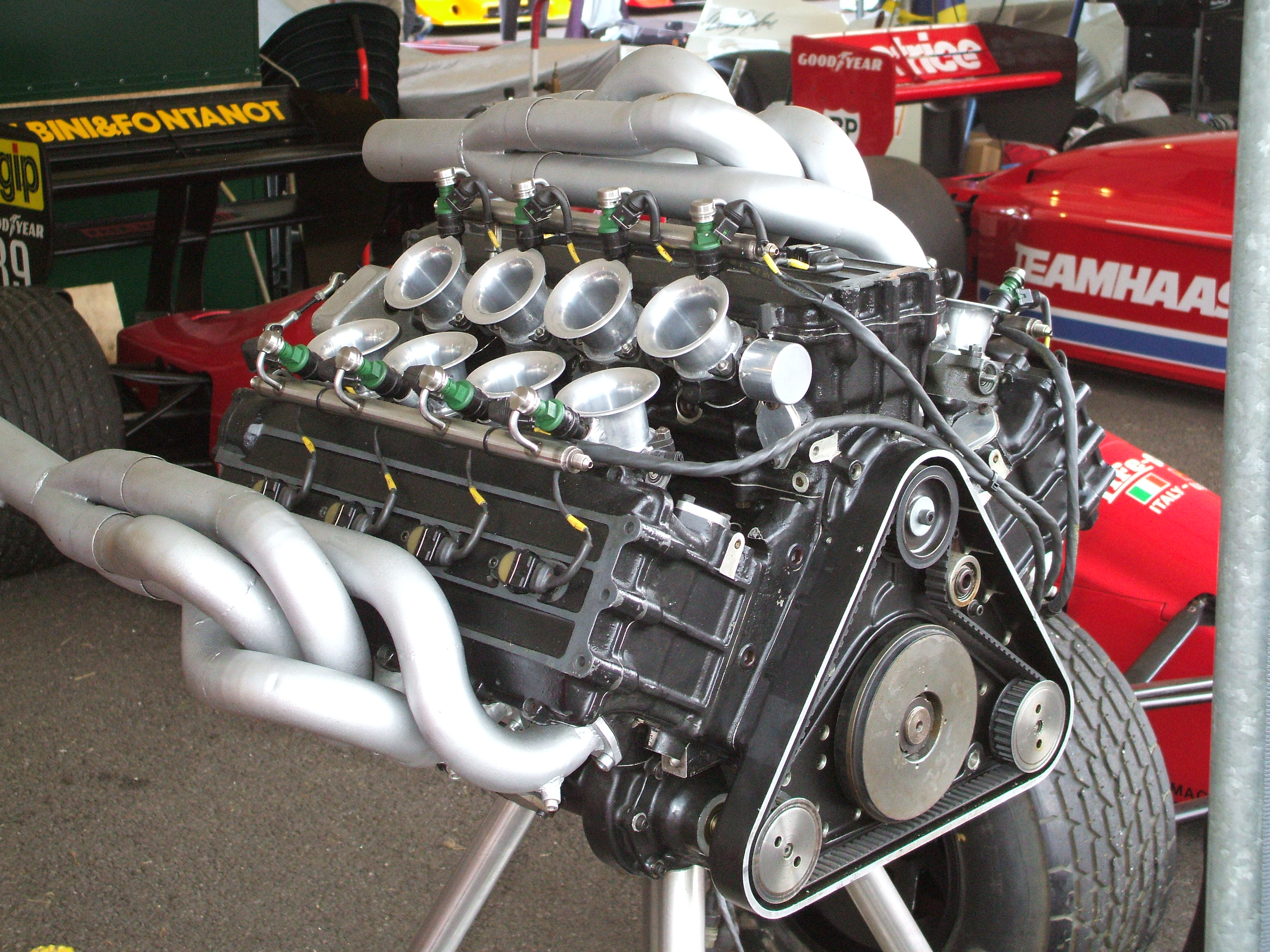
Le moteur Life Racing Engines Life-Rocchi W12 F35.

Rocchi est le nom d'un bureau d'études de conception de moteurs fondé à la fin des années 1980 par l'ingénieur italien Franco Rocchi qui s'est fait connaître en dirigeant le département moteur de la Scuderia Ferrari. 
Rocchi travaille ensuite, à titre privé, sur la conception d'un moteur atmosphérique destiné à la nouvelle réglementation technique de la Formule 1. 
Des travaux de l'officine Rocchi naît, en 1989, une mécanique à l'architecture inédite puisqu'il s'agit d'un moteur de 12 cylindres disposés en W. Intéressé par le concept W12 de Rocchi, l'entrepreneur italien Ernesto Vita lui en rachète les droits en espérant le vendre à une ou plusieurs équipes de Formule 1. Le bloc est installé sur la Life L190 engagée par Life Racing Engines au championnat du monde de Formule 1 1990.

## Historique
Rocchi est un bureau d'études de conception de moteurs fondé à la fin des années 1980 par l'ingénieur italien Franco Rocchi qui s'est fait connaître en dirigeant le département moteur de la Scuderia Ferrari. 
Rocchi travaille à titre privé sur la conception d'un moteur atmosphérique destiné à la nouvelle réglementation technique de la Formule 1. De ses travaux, naît en 1989 une mécanique à l'architecture inédite puisqu'il s'agit d'un moteur de 12 cylindres disposés en W,,. Intéressé par le concept W12 de Rocchi, l'entrepreneur italien Ernesto Vita lui en rachète les droits en espérant le vendre à une ou plusieurs équipes de Formule 1,.
Faute de volontaire pour expérimenter cette technologie exotique, Vita est contraint de racheter à son compatriote Lamberto Leoni un châssis First de la saison précédente et de s'engager en championnat du monde sous le nom Life Racing,,,.
Le moteur Life-Rocchi F35 a donc équipé en exclusivité les monoplaces de l'écurie Life Racing Engines durant la saison 1990,,. 
En raison du nombre élevé d'engagés, la nouvelle écurie est obligée de passer par l'épreuve des qualifications, écueil qui se révèle insurmontable essentiellement à cause du moteur Rocchi. Lors du premier GP de la saison à Phoenix, le pilote Gary Brabham n'est pas en mesure de boucler plus que quatre tours au ralenti,. Au Brésil, le moteur cafouille dès la sortie des stands,,. 
À Saint Marin, Giacomelli (Brabham a jeté l'éponge) casse sa courroie de pompe à huile dès son tour de sortie des stands. À Monaco, la monoplace parvient enfin à boucler plusieurs tours sans ennuis, mais à 13 secondes du temps du dernier pré-qualifié,. La pantalonnade se poursuit lors des épreuves suivantes, avec un scénario quasiment immuable : soit une impossibilité de boucler un tour rapide, soit un chrono à 15 ou 20 secondes au tour des concurrents les plus lents. 
Au bout de douze non-préqualifications, le Rocchi est abandonné pour un moteur Judd (sans pour autant que les performances de la Life en soient améliorées). Dix jours et dix nuits de travail ont été nécessaires pour réaliser l'accouplement car il a fallu modifier le châssis, la carrosserie et les points d'ancrage du moteur. Dans l'opération, la monoplace est allégée de près de 80 kg et reçoit un équipement de bord à lecture digitale. Bruno Giacomelli, en voyant sa « nouvelle » monture, déclare : « Elle n'est pas prête pour aller à 300 km/h mais elle va peut-être boucler un tour. »

## Rocchi-Life F35
- Moteur engagé en 1990[15].

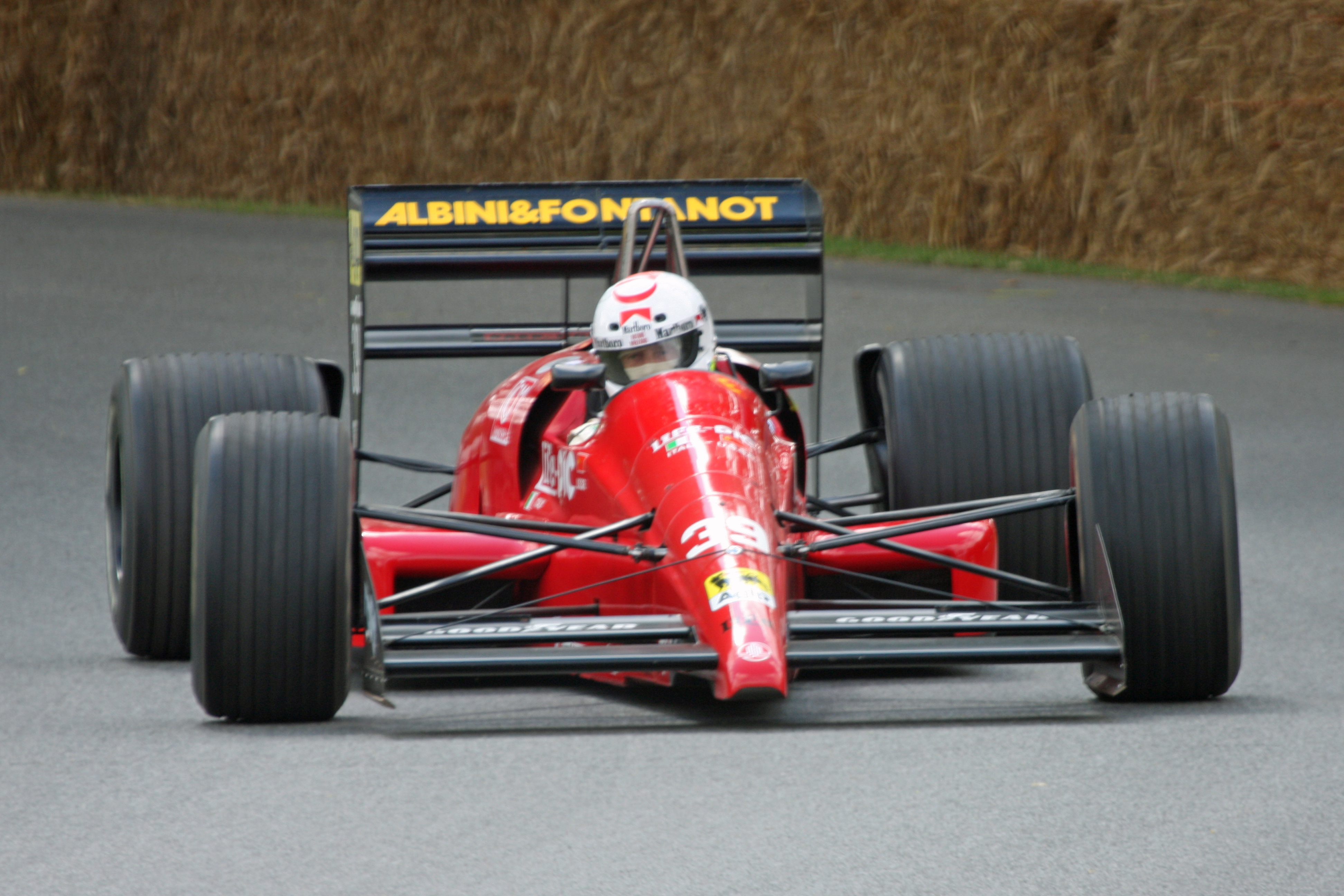
La Life L190 fut la seule monoplace de Formule 1 munie d'un Rocchi W12

- 12 cylindres en W (3 bancs de 4 cylindres) à 60°.
- 4 arbres à cames en tête.
- 5 soupapes par cylindre.
- Cylindrée: 3 493 cm3.
- Régime moteur : 12 500 tr/min.
- Puissance : 650 ch.
- Poids: 121 kg.
- Longueur: 530 mm.
- Écurie équipée : Life Racing Engines.